# Darker Days (Time Again)
Darker Days è il secondo album studio della band street punk californiana Time Again, pubblicato il 19 febbraio 2008.

## Tracce
1. Day Like This
2. Soon It Will Be
3. One Way Or Another
4. Lines Are Faded
5. Darker Days
6. Lucky
7. Montreal (Street Kids)
8. Lookin' Back
9. Movin' On
10. You're Goin' Down
11. TV Static
12. Shell Casings
13. Gonna Get Mine
14. Outcast

## Formazione
- Daniel Dart – voce
- Elijah Reyes – chitarra
- Oren Soffer – basso
- Ryan Purucker – batteria